# Beinn Tharsuinn
Beinn Tharsuinn är ett berg i Storbritannien.   Det ligger i kommunen Highland och riksdelen Skottland, i den norra delen av landet, 700 km norr om huvudstaden London. Toppen på Beinn Tharsuinn är 708 meter över havet, eller 173 meter över den omgivande terrängen. Bredden vid basen är 3,9 km.
Terrängen runt Beinn Tharsuinn är huvudsakligen kuperad.Runt Beinn Tharsuinn är det ganska glesbefolkat, med 22 invånare per kvadratkilometer. Trakten runt Beinn Tharsuinn består i huvudsak av gräsmarker.